# Avinguda d'Alfauir
L'avinguda d'Alfauir és una via urbana de València situat al barri de Sant Llorenç, inclòs al districte de Rascanya.
Limita al nord amb l'Avinguda dels Germans Machado, que forma part de la Ronda Nord de València, i al sud amb l'Avinguda del Primat Reig, que forma part de l'antiga ronda de Trànsits de València. Malgrat estar completament integrat al barri de Sant Llorenç, popular i visualment fa un paper divisori entre el barri d'Orriols a l'oest i el barri de Benimaclet a l'est.

## Nom
Està dedicada al municipi valencià d'Alfauir, a la comarca de La Safor, on destaca el Monestir de Sant Jeroni de Cotalba que va exercir el senyoriu d'Els Orriols des de 1404 fins a 1811.

## Història
El carrer transcorre sobre part del recorregut que feien les vies de l'antic "Trenet de València" que recorria quasi totes les localitats de la comarca de L'Horta Nord: Alboraia, Almàssera, Meliana, Foios, Albalat dels Sorells, Museros, Massamagell, La Pobla de Farnals i Rafelbunyol. Aquest "trenet" comunicava aquestes poblacions amb la ciutat de València arribant fins a la vella Estació del Pont de Fusta. Aquest recorregut pels pobles ha sigut substituït avui per la línia 3 de MetroValencia.

## Elements importants
Els voltants del carrer d'Alfauir són majoritàriament residencials, edificis de recent construcció amb torres de diferents altures, accessos, piscines i zones esportives d'ús exclusiu per als residents.
A l'extrem nord i a tan sols 250 metres trobem l'Estadi Ciutat de València del Llevant UE inaugurat l'any 1969, i el centre comercial Arena de la primera dècada del segle xxi.

## Transports
Hi ha una parada del tramvia de MetroValencia amb el nom d'Estació d'Alfauir a l'extrem sud corresponent a la línia 6, i a l'extrem nord hi ha molt a prop l'estació de metro subterrània de Machado de la línia 3.